# Ioan Alexandru Brătescu-Voinești
Ioan Alexandru Brătescu-Voinești (n. 1/13 ianuarie 1868, Târgoviște, Dâmbovița, România – d. 14 decembrie 1946, București, România) a fost un prozator român, faimos pentru povestirile sale, scrise 
inițial pentru copiii săi.

## Biografie
Ioan Alexandru Brătescu-Voinești s-a născut la Târgoviște, pe 1 ianuarie 1868, ca descendent al unei familii de boieri. Eroul din nuvela „Neamul Udreștilor” e un strămoș al scriitorului. A făcut Liceul și Universitatea la București. A fost judecător în București, Ploiești, Pitești, Craiova și Târgoviște, unde în anul 1896 s-a stabilit definitiv. Intră în viața politică și este prezent până în 1940 în toate legislaturile parlamentare: a fost secretar general al Camerei Deputaților (1914-1940). A fost membru al Academiei Române din 1918. În anul 1945 a câștigat Premiul Național Pentru Proză. După 1937 alunecă în atitudini profasciste, teoretizate în opuscule programatice: Huliganism (1938), Germanofobie (1940). A fost un susținător al regimurilor legionare și antonesciene, susținând chiar și deportările evreilor.

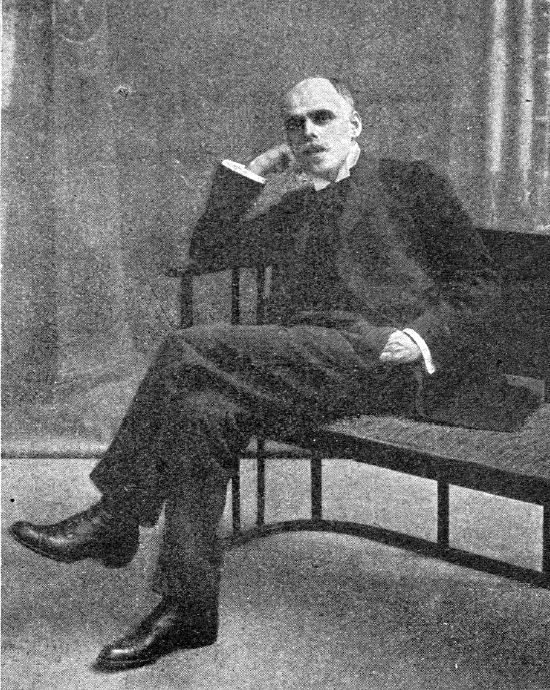
Ioan Alexandru Brătescu-Voinești

În literatură a debutat sub îndrumarea lui Titu Maiorescu, care i-a fost profesor. Primul volum, culegerea „Nuvele și schițe” i-a apărut în 1903. A urmat în 1906 „În lumea dreptății”, iar în 1912, „Întuneric și lumină”. În anii primului război mondial a scris, în colaborare cu A. de Herz (1887-1936), o piesă de teatru numită „Sorana”. În perioada interbelică a publicat mai puțină proză.
Este cunoscut în special pentru scrierile sale pentru copii: „Puiul” (tragica moarte a unui pui de prepeliță), „Privighetoarea”, „Bietul Tric”, „Niculăiță Minciună” (un copil isteț de la țară neînțeles de săteni) ș.a.
S-a stins din viață în anul 1946, pe 14 decembrie, la București.

## Operă

### Antume
- Nuvele și schițe, 1903
- În lumea dreptății, 1906
- Întuneric și lumină, 1912
- Firimituri, 1929
- Cu undița, 1933
- Din pragul apusului, 1935
- Privighetoarea

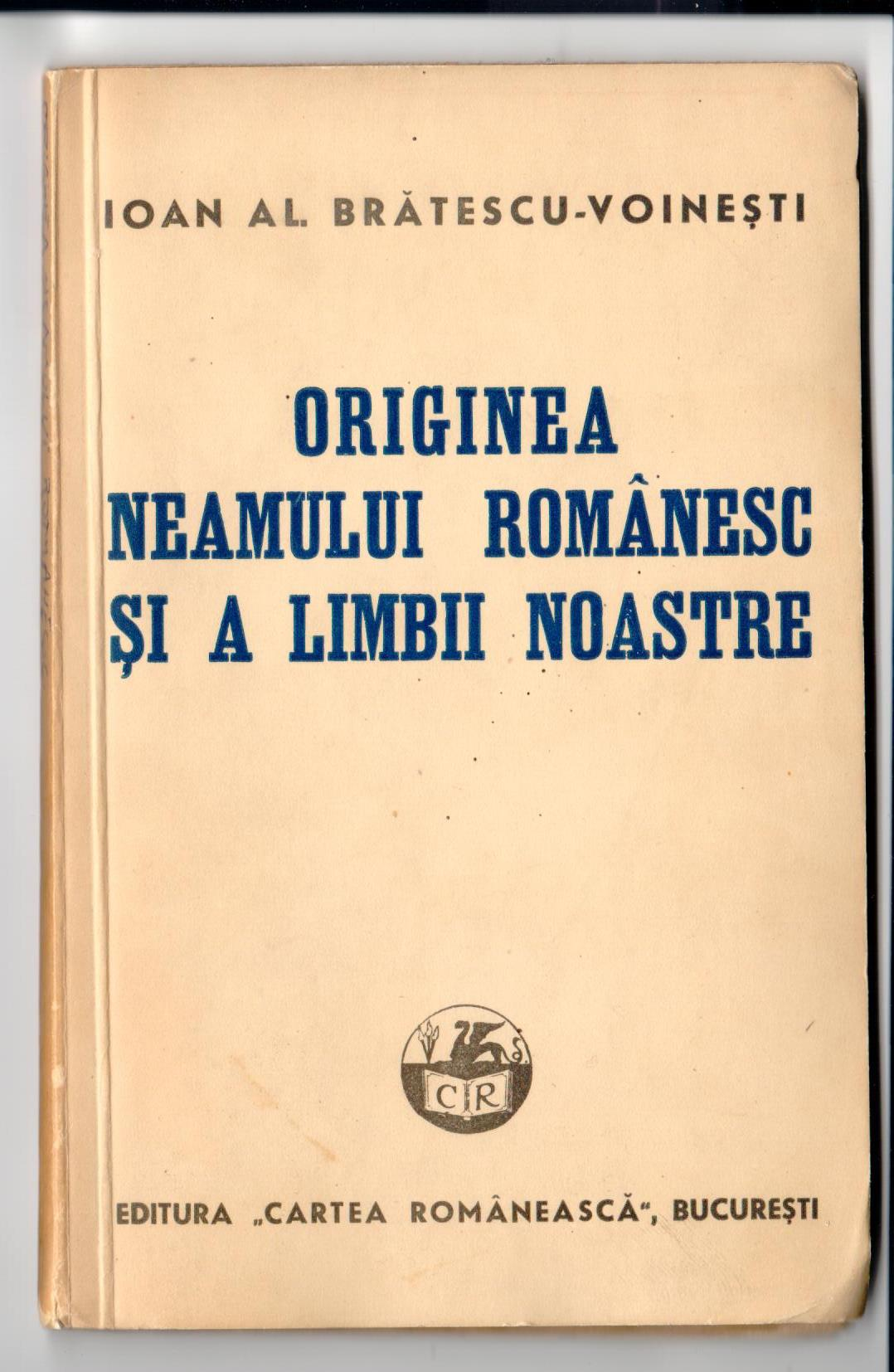

- Originea neamului românesc si a limbii noastre, 1942, Editura "Cartea Românească", Bucuresti

### Reeditări
- Niculăiță Minciună, Editura HERRA, 2006, ISBN 973-7923-65-0
- În lumea dreptății. Întuneric și lumină, Editura Gramar, 2007
- Pagini alese, Editura Ștefan, 2007
- Rătăcire, Editura Semne, 2009
- Nuvele și schițe, Editura Donaris, 2009

### Teatru radiofonic
În decursul timpului, Societatea Română de Radiodifuziune a dramatizat câteva din scrierile sale pentru emisiunea „Teatru radiofonic”: Călătorului îi șade bine cu drumul, În lumea dreptății și Un reghiment de antilerie.